# شوقي محمد الدلال
شوقي محمد الدلال مهندس وسياسي وأستاذ جامعي وكاتب بحريني ولد في المنامة، البحرين.

## النشأة والتعليم
ولد الدلال في العاصمة البحرينية المنامة. والده هو محمد صالح إبراهيم الدلال. بعد فصل والده من العمل في شركة نفط البحرين (بابكو) هاجر والده برفقة والدته وشقيقيه سامي وفوزية إلى العراق في عام 1950. في عام 1959 انتقلت العائلة إلى الكويت بسبب حصول والده على وظيفة محاسب في وزارة التربية والتعليم لمدة عام كامل. انتقلت العائلة بعدها إلى العاصمة السورية دمشق في 2 أغسطس 1960. حرص والده على توفير أفضل مستويات التعليم له.
حصل على شهادة بكالوريوس في الهندسة الكهربائية من جامعة بغداد في عام 1967. ثم حصل على درجة ماجستير من جامعة بيير وماري كوري في باريس بفرنسا في عام 1973 ثم على درجة دكتوراه في الهندسة في عام 1976. ثم حصل على درجة ثانية في الدكتوراه في الفيزياء من جامعة بيير وماري كوري في عام 1982.

## المسيرة المهنية
عمل مستشارًا لصالح برنامج الأمم المتحدة الإنمائي في مجالات الطاقة المتجددة في سويسرا في عام 1976. كما عمل باحثًا في المركز الوطني الفرنسي للبحث العلمي في فرنسا في عام 1977. ثم عمل أستاذً مساعدًا بقسم الفيزياء بجامعة الكويت من 1978 إلى 1979. ثم ترأس قسم الفيزياء بجامعة البحرين من 1984 إلى 1989. ثم عمل أستاذًا زائرًا في كلية كينجز لندن في المملكة المتحدة من 1990 إلى 1991. ثم أصبح عميد كلية العلوم بجامعة البحرين من 1990 إلى 1995. حصل على مرتبة الأستاذية في الفيزياء في عام 1992.
تم تعيينه عضو في مجلس الشورى من 1992 إلى 1995. كما كان عضو مؤسس للجمعية الفلكية البحرينية وأول رئيس لها في عام 1991. وأيضا كان عضو مؤسس للاتحاد العربي لعلوم الفلك والفضاء ونائبا لرئيس الاتحاد من 2000 إلى 2015.
تولى منصب عميد كلية الدراسات العليا والبحث العلمي وعميد كلية العلوم الطبية بالوكالة في الجامعة الأهلية من 2009 إلى
2015.
حصل على عضوية عدد من الجمعيات العلمية والهندسية المحلية والعالمية منها: الجمعية الفيزيائية الأميركية، الجمعية الكوكبية، الجمعية العالمية للطاقات المتجددة، لجنة أبحاث الفضاء، والاتحاد الفلكي الدولي.
له أكثر من 100 بحث منشور في دوريات عالمية محكمة في مجال فيزياء المادة المكثفة والتقانة النانوية والفيزياء الفلكية والطاقات المتجددة.
قام بتدريس عدد كبير من المقررات الجامعية في مجال الفيزياء النظرية والتطبيقية والفيزياء الفلكية والرياضيات والإلكترونيات.
شارك في تنظيم عدد كبير من المؤتمرات وورش العمل الإقليمية والعالمية في مجال الفيزياء والطاقة الشمسية والتقانة النانوية وعلوم الفلك والفضاء.

## المؤلفات
- موسوعة علوم الفلك والفضاء والفيزياء الفلكية (مؤسسة الكويت للتقدم العلمي).[8][9]
- قناديل السماء - أسماء النجوم والمجموعات النجمية، أصولها ومعانيها.[10]
- علم الفلك في التراث العربي والإسلامي.
- فيزياء الليزر - للعلماء المهندسين.
- البحث عن أفق مفقود.[11]

## التكريم والجوائز
في 12 مايو 2015 أقامت اللجنة الأهلية لتكريم رواد الفكر والإبداع وبالتعاون مع نادي العروبة وبرعاية من رئيس مجلس الشورى علي الصالح حفل تكريم الدلال.